# 彦坂諦
彦坂 諦（ひこさか たい、1933年2月15日 - ）は、日本の社会評論家、翻訳家、社会運動家。

## 人物・来歴
宮城県仙台市生まれ。1945年旅順工科大学勤務の父について渡り、3か月後敗戦。1949年帰国。1957年東北大学文学部国史学科卒業、1967年早稲田大学大学院文学研究科ロシア文学専攻博士課程満期退学。
木材検収員、通訳、非常勤講師（芝浦工業大学）などをしつつ戦争論や社会評論活動を行う。九条の会会員。
父は物理学者で新潟大学名誉教授の彦坂忠義。弟は物理学者で広島大学名誉教授の彦坂正道。母方の祖父は西洋史学者の阿刀田令造。妻は作家・フランス文学者の白井愛。

## 編著書
- 『ひとはどのようにして兵となるのか ある無能兵士の軌跡 第1部』上・下（罌粟書房、亜人間の文学） 1984
- 『兵はどのようにして殺されるのか ある無能兵士の軌跡 第2部 (ガダルカナル篇)』上・下（罌粟書房、亜人間の文学） 1987
- 『餓島1984-1942 ある無能兵士の軌跡 第2部 (ガダルカナル篇) 別巻』（罌粟書房、亜人間の文学） 1987
- 『ガダルカナル1942.10/1‐27 兵はどのように殺されるのか 別冊年表』（罌粟書房） 1987
- 『男性神話』（径書房） 1991
- 『餓死の研究 ガダルカナルで兵はいかにして死んだか』（立風書房） 1992
- 『ひとはどのようにして生きのびるのか ある無能兵士の軌跡 第3部 (フィリピン篇)』上・下（柘植書房） 1995
- 『総年表 ある無能兵士の軌跡 ある無能兵士の軌跡 最終巻』（編著、柘植書房） 1995
- 『女と男のびやかに歩きだすために』（梨の木舎、教科書に書かれなかった戦争 PART38） 2002
- 『無能だって? それがどうした?! 能力の名による差別の社会を生きるあなたに』（梨の木舎、教科書に書かれなかった戦争 PART41） 2002
- 『九条の根っこ なぜ?と問うことからはじめよう』（れんが書房新社） 2006
- 『いま、なぜ9条の根っこを問うのか』（第9条の会・オーバー東京、あーてぃくる9ブックレット） 2007
- 『文学をとおして戦争と人間を考える』（れんが書房新社） 2014
- 『亜人間を生きる - 白井 愛 たたかいの軌跡』（「戦争と性」編集室） 2019
- 『クオ・ヴァディス? ある愛国少年の転生』（柘植書房新社） 2020
- 『天皇のはなしをしましょう - 「あたりまえ」だとおもっていることは、ほんとうにあたりまえなのかしら?』（「戦争と性」編集室） 2023

## 翻訳
- 『四つ足になった金融王』（ユーリエフ、大光社、ソビエトS・F選集） 1967
- 『ラドガ壊滅』（ストルガーツキイ兄弟、大光社、ソビエトS・F選集） 1967
- 『国境から数歩のところで』（メシテルハージ、新日本出版社、世界の革命文学） 1972

## 論文
- 彦坂諦